# The End of This Chapter
The End of This Chapter е първият сборен албум на финландската група Соната Арктика, кръстен на песен от албума им „Silence“. Издаден е през август 2005 в Япония, а на 3 май 2006 г. в Европа. Частта от албума изпълнена на живо е записана на 16 септември 2004 г. в зала „Tokyo FM“, Япония. На концерта е изсвирена песента „Shamandalie“, но тя никога не се появява в албума, защото групата не е удовлетворена от нейното изпълнение.

### Бонус DVD – Acoustic Live 2004
(само към първите произведени бройки от албума)
1. „My Land“
2. „Mary Lou“
3. „Replica“
4. „Victoria's Secret ~ Letter To Dana ~ Victoria's Secret“
5. „Jam“
6. „Wolf & Raven“ (промо видео)
7. „Broken“ (промо видео)

## Участници
- Тони Како – вокали
- Яни Лииматайнен – китара
- Томи Портимо – ударни
- Марко Паасикоски – бас китара
- Хенрик Клингенберг – клавишни